# Atsushi Shimono
Atsushi Shimono (下野 淳) (Kanagawa, 27 de Abril de 1988) é um jogador de futebol profissional japonês que atua como Volante. Atualmente defende o Hang Yuan.

## Carreira
Atsushi Shimono iniciou a carreira profissional futebolística no Albirex Niigata (S) em 2009, depois de sair do Japan Soccer College. Estreiou pelo clube em 17 de fevereiro do mesmo ano, contra Geylang United (o clube venceu por 3-1)
Ficou quatro anos na equipe, com o total de 130 partidas jogadas. Em 2012 foi eleito o melhor jogador da S-League pela revista The New Paper. Em 7 de dezembro do mesmo ano, foi anunciado como novo reforço do Woodlands Wellington.
A partida de estreia pelo Woodlands Wellington foi contra o Warriors em 21 de fevereiro de 2013. Seu primeiro gol pela equipe foi em 25 de maio do mesmo ano.
Em 2015, ele se ele se transferiu para o Nay Pyi Taw, do Myanmar, mas deixou a equipe na metade do ano devido a condição de vida, salário não pago e problemas familiares. Após retornar ao Japão, transferiu-se para o Hougang United|Hougang United FC.
Em 2016, foi contratado pelo Victory SC, das Maldivas. No entanto, mais uma vez, ele sofreu com salários atrasados, e acabou deixando o time em setembro do mesmo ano devido a recisão do contrato.
Em 2017, rumou a Filipinas e assinou um contrato de dois anos com JPV Marikina.
Em 2019, ele foi emprestado ao Zwekapin United.
Em 2020, assinou um contrato com Hang Yuan, do Taiwan.

## Títulos
Albirex Niigata (S)
- League Cup 2011.